# Wojciech Żukrowski
Wojciech Żukrowski (Krakkó, 1916. április 14. – Varsó, 2000. augusztus 26.) lengyel író, költő és irodalomkritikus. 1953-54-ben haditudósító volt Vietnámban, 1956 és 1959 között diplomáciai szolgálatot teljesített Indiában.

## Művei
- Rdza (1943)
- Bal w agreście (1944)
- Porwanie w Tiutiurlistanie (1946)
- Z kraju milczenia (1946)
- Piórkiem flaminga czyli opowiadania przewrotne (1947)
- Ręka ojca (1948)
- Wiersze (1948)
- Mądre zioła (1951)
- Córeczka (1952)
- Szabla Gabrysia (1952)
- Słoneczne lato (1952)
- Dni klęski (1952)
- Poszukiwacze skarbów (1953)
- W kamieniołomie i inne opowiadania (1954)
- Dom bez ścian. Dziennik pobytu w Wietnamie (1954)
- Ognisko w dżungli. Opowieści i baśnie z Wietnamu (1955)
- Desant na Kamiennej Wyspie (1955)
- Wybór opowiadań (1956)
- Mój przyjaciel słoń (1957)
- Kantata (1957)
- Opowieści z dreszczykiem (1957)
- Okruchy weselnego tortu (1958)
- Wędrówki z moim Guru (1960)
- Skąpani w ogniu (1961)
- W królestwie miliona słoni (1961)
- Nieśmiały narzeczony (1964)
- Opowieści z Dalekiego Wschodu (1965)
- Kamienne tablice (1966)
- Szczęściarz (1967)
- Noce Ariadny (1968)
- Lotna (1969)
- Kierunek Berlin (1970)
- Wybór opowiadań (1972)
- Karambole (1973)
- W głębi zwierciadła. Gawędy o pisarzach i książkach (1973)
- Plaża nad Styksem (1976)
- Ostrożnie ze Złotym Lisem (1978)
- Białe zaproszenie i inne opowiadania (1979)
- Zapach psiej sierści (1980)
- Opowiadania z czasu wojny (1983)
- Na tronie w Blabonie (1986)
- Kamienny pies. Baśnie wietnamskie (1989)
- Rozmowy o książkach (1989)
- Czarci tuzin (2000)

### Magyarul
- Vietnamban történt; ford. Bába Mihály; Országos Béketanács, Bp., 1954 (Békebizottságok kiskönyvtára)
- A millió elefánt országában. Riportregény; ford. Bába Mihály; Zrínyi, Bp., 1962
- Tűzkeresztség. Regény; ford. Mészáros István; Európa, Bp., 1962 (Modern könyvtár)
- Ariadna éjszakái. Elbeszélések; vál., ford. Murányi Beatrix; Európa, Bp., 1973
- Strand a Styx partján; ford., utószó Nemere István; Magvető, Bp., 1979 (Világkönyvtár)

## Fordítás
- Ez a szócikk részben vagy egészben  a   Wojciech Żukrowski című német Wikipédia-szócikk fordításán alapul.  Az eredeti cikk szerkesztőit annak laptörténete sorolja fel. Ez a jelzés csupán a megfogalmazás eredetét és a szerzői jogokat jelzi, nem szolgál a cikkben szereplő információk forrásmegjelöléseként.